# El Scorcho
«El Scorcho» es el primer sencillo lanzado de Pinkerton, el segundo álbum de Weezer, lanzado en 1996. El videoclip muestra a la banda tocando en un viejo salón de baile en Los Ángeles (revelado en Weezer's Video Capture Device DVD), rodeados por diversas luces. El nombre de la canción aparentemente proviene del paquete de una salsa picante de "Del Taco" (un restaurante), etiquetada "Del Scorcho".
Esta canción no fue un sencillo exitoso; muchas estaciones de radio se negaron a difundirla, y el video tampoco recibió apoyo de MTV. Estas son consideradas las causas del fracaso inicial del segundo álbum de la banda.

## Curiosidades
- En la actuación en vivo de The Lion and the Witch, Rivers Cuomo accidentalmente empezó cantando el tercer verso de "El Scorcho" durante el segundo.
- La camiseta que lleva el bajista Matt Sharp en el videoclip pertenece al equipo de fútbol europeo Futbol Club Barcelona.

## El Scorcho, versión
- El grupo chileno punk rock Los miserables en su disco "Date cuenta" realiza una versión de "El Scorcho" adaptándolo y llamándolo "Chow Chow sen".

- También el grupo emo Dashboard Confessional realiza un cover de esta canción con el mismo nombre.

## Personal
- Rivers Cuomo – voz, primera guitarra.
- Patrick Wilson – batería
- Matt Sharp – bajo
- Brian Bell – segunda guitarra, voz.